# 衍州 (唐朝)
衍州，唐朝、五代十国时设置的州。
唐昭宗大顺二年（891年）分宁州定平县设置衍州，以山川衍沃为名，属于静难军节度使，治所在定平县（今甘肃宁县南六十里政平乡）。唐朝灭亡后，衍州属岐王李茂贞。梁末帝贞明元年（915年），降后梁，次年，一度再次被李茂贞夺得，旋即被后梁收复。之后，历经后唐、后晋、后汉、后周，周世宗显德五年（958年），废除衍州，改为定平镇（定平县），属于邠州。
刺史
- 李彦璋（896年—光化初年）